# اکسایش کورنبلوم
اکسایش کورنبلوم(به انگلیسی: Kornblum oxidation)، که به افتخار شیمیدان آمریکایی نیتن کورنبلوم نامگذاری شده‌است، یک واکنش شیمیایی است که در آن یک هالید اولیه با دی‌متیل‌سولفوکسید (DMSO) واکنش داده و یک آلدهید تشکیل می‌شود.